# سلطان الشهياري
سلطان سالم الشهياري (مواليد 17 يونيو 1991، لاعب كرة قدم إماراتي يجيد اللعب في الدفاع.
لعب سابقاً مع نادي مسافي و إنتقل إلى نادي العروبة في عام 2018 و انتقل إلى نادي مسافي في عام 2019 .